# Лесковски окръг
Лесковски окръг (на полски: Powiat leski) е окръг в Югоизточна Полша, Подкарпатско войводство. Заема площ от 834,94 км2.
Административен център е град Леско.

## География
Окръгът се намира в историческата област Червена Рус. Разположен е в югоизточната част на войводството.

## Население
Населението на окръга възлиза на 26 950 души (2012 г.). Гъстотата е 32 души/км2.

## Административно деление
Административно окръгът е разделен на 5 общини.
Градско-селска община:
- Община Леско

Селски общини:
- Община Балигрод
- Община Олшаница
- Община Солина
- Община Чисна

## Галерия
- Леско
- Балигрод
- Чисна
- Олшаница
- Солина